# 李晓 (北朝)
李晓（？—？），字仁略，陇西郡狄道县（今甘肃省定西市临洮县）人，出自陇西李氏姑臧房，北魏散骑常侍、骠骑大将军、开府仪同三司、高平宣景男李虔第四子，北魏、东魏、北齐官员。

## 生平
李晓从小简约朴素，博涉经史，很早就有名声，以员外散骑侍郎为起家官。尔朱荣册立魏孝庄帝元子攸时，李晓将要和三个哥哥与群臣一起去迎接。当天晚上，李晓的衣帽被老鼠咬了，因此没有成行未被杀害，而三个哥哥都在河阴之变遇害了。李晓于是带着各个侄子，身穿便服悄悄的逃到东郡避难。走到成皋时，被荥阳县县令天水阎信所怀疑，阎信支开身边人，对李晓说：“看你的仪表，哪是普通人？古代的人互相了解，不需要很早，你一定有危难，请全心告诉我。难道天下间只有北海孙宾硕吗？”李晓因为阎信有长者的忠言，就将实情一一相告。阎信于是送给李晓很多资产，使李晓免于危难。永安初年，李晓被授任轻车将军、尚书左右主客郎，转任征虏将军、中散大夫，又担任前将军、太中大夫。
天平初年，东魏迁都到邺城，李晓于是寓居在清河郡，住在姨妈之子崔㥄乡下的住宅。崔㥄给了李晓三十顷良田，李晓于是建造房屋住下。当时豪门大族的子弟大多骄横，拉关系行凶作乱，州郡官员不能禁止。李晓教训子弟，都以学问品行而被称赞。李晓自河阴之变遇到家祸后，仕途受到挫折，自己也没有心思做官，只是名字在册而已。东魏迁都以后，李晓隐退在家中，表兄范阳卢叔虎劝他出来做官，前后至少四次，李晓都拒绝不从。武定末年，高澄嗣位，高标准选拔官吏，征召李晓及前任开府长史房延祐都担任外兵郎。李晓后转任平西将军、太尉府谘议参军事，又出任顿丘郡太守。天保年间，李晓先后出任广武郡、东郡太守，任内有仁政，被官吏百姓所怀念。李晓在东郡太守任内去世，虚岁五十九，朝廷赠予平西将军、海州刺史。

## 家族

### 兄弟
- 李㬇，北魏尚书左外兵郎
- 李昞，北魏员外散骑侍郎、太尉录事参军
- 李晧，北魏散骑侍郎

### 儿子
- 李伯山
- 李仲举，隋朝帅都督、洛阳县县令
- 李季远